# .303 British

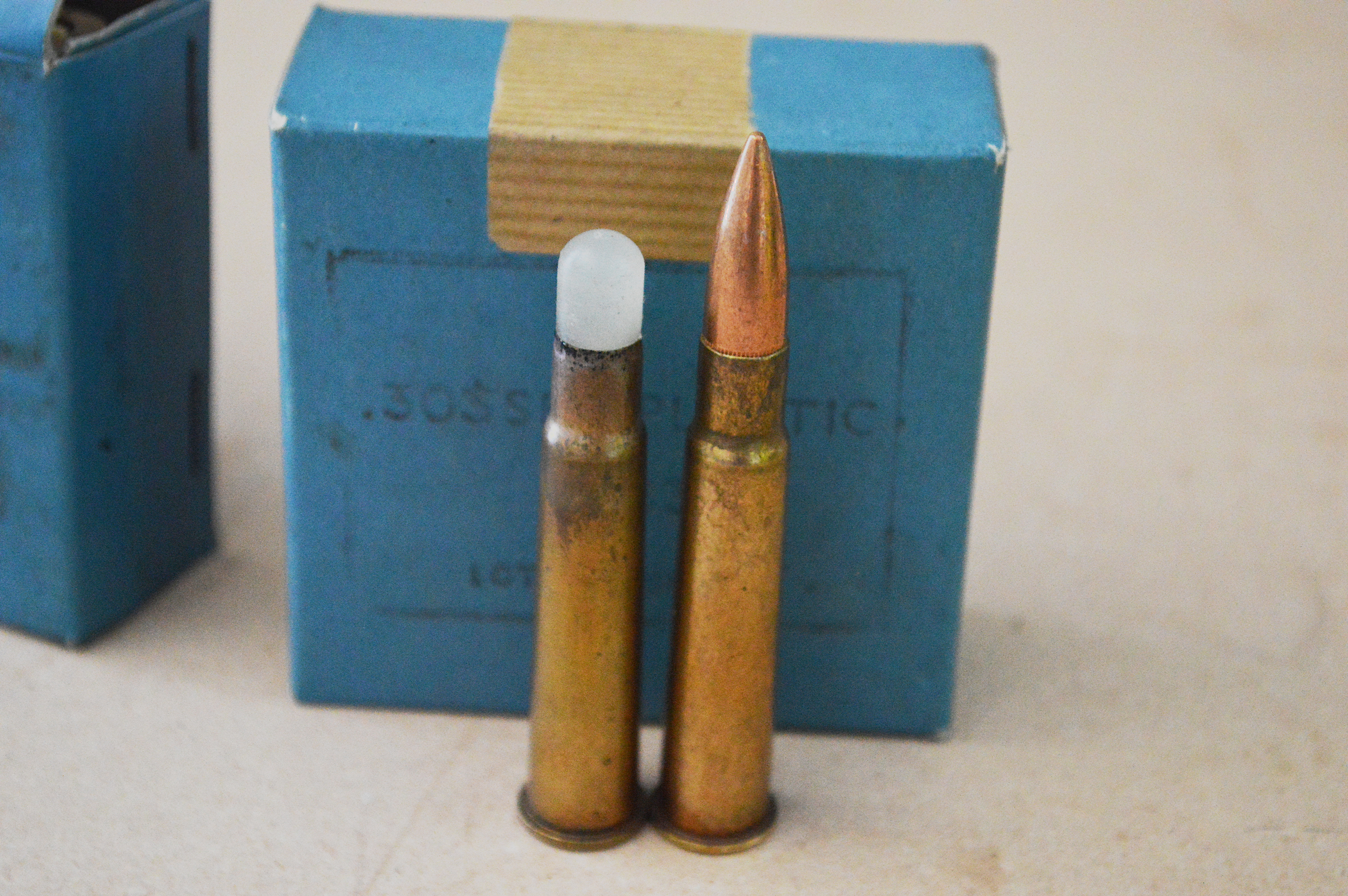
Dois exemplares do cartucho .303 British, um com bala de plástico, para controle de distúrbios, e outro com o projétil padrão.

O .303 British (assim designado tanto pela C.I.P. quanto pela SAAMI) ou 7.7×56mmR, é um calibre de .303 polegadas (7,7 mm), medido pelo diâmetro do cano, entre os "cheios" como é prática comum na Europa. 
O .303 British é um cartucho de rifle com aro, originalmente desenvolvido na Grã-Bretanha usando munição de pólvora negra, e colocado em serviço em dezembro de 1888 para o rifle Lee–Metford. Em 1891, o cartucho foi adaptado para usar pólvora sem fumaça.
O .303 British foi o cartucho militar padrão britânico e da Commonwealth de 1889 até a década de 1950, quando foi substituído pelo 7,62×51mm NATO.